# طلال ياسين
طلال ياسين (بالإنجليزية: Talal Yassine)‏ هو محامي أسترالي، ولد في 1972.